# ピーター・ショルツ (ラグビー)
ピーター・ショルツ（Pieter Scholtz、1994年3月20日 - ）は、南アフリカ共和国出身のラグビーユニオン選手。ジャパンラグビーリーグワンの三菱重工相模原ダイナボアーズに所属している。

## 経歴
南アフリカ共和国プレトリア出身。北ケープ州で育ち、同州のチームであるグリクアズのユース代表として2007年から2012年まで出場した。
2013年、ヨハネスブルグに移り、ゴールデン・ライオンズのアカデミーに入団した。
2015年10月10日、カリーカップのレギュラーシーズン最終戦で、ゴールデン・ライオンズの先発メンバーとなり、カリーカップデビューを果たした。
2016年7月、カリーカップのピューマズに移籍。
2020年、プロ14（後のユナイテッド・ラグビー・チャンピオンシップ）ウェールズのスカーレッツに移籍。
2021年、イングランド プレミアシップのワスプスに移籍。
2022年、フランス トップ14のバイヨンヌに移籍。
2025年、ジャパンラグビーリーグワンの三菱重工相模原ダイナボアーズに移籍。